# In water
In water (títol original en coreà, 물안에서) és una pel·lícula dramàtica sud-coreana del 2023 escrita, dirigida, produïda i muntada per Hong Sang-soo. S'ha subtitulat al català.

## Sinopsi
Un director, un director de fotografia i una actriu passen els dies previs al rodatge d'una pel·lícula junts al mateix lloc, esperant que el director tingui la idea de què tractarà la pel·lícula.

## Repartiment
- Shin Seok-ho
- Ha Seong-guk
- Kim Seung-yun

## Producció
Hong va optar per rodar In water majoritàriament desenfocada per reflectir el bloqueig creatiu del personatge principal. La pel·lícula va ser escrita, dirigida, muntada i produïda per Hong, amb banda sonora i fotografia del mateix Hong.

## Estrena
La pel·lícula es va incloure a la secció Encounters del 73è Festival Internacional de Cinema de Berlín. També va formar part de la Selecció Oficial del 61è Festival de Cinema de Nova York. La pel·lícula es va estrenar en una selecció limitada de cinemes dels Estats Units a càrrec de The Cinema Guild el desembre de 2023.